# Hypometalla purpurea
Hypometalla purpurea är en fjärilsart som beskrevs av W. Warren 1906. Hypometalla purpurea ingår i släktet Hypometalla och familjen mätare. Inga underarter finns listade i Catalogue of Life.